# لوك فلك
لوك فلك (بالإنجليزية: Luke Falk)‏ هو لاعب كرة قدم أمريكية أمريكي، ولد في 28 ديسمبر 1994 في لوغان في الولايات المتحدة.

## وصلات خارجية
- لوك فلك على موقع مرجع كرة القدم المحترفة.كوم (الإنجليزية)
- لوك فلك على موقع كلية كرة القدم في سبورتس رفرنس.كوم (الإنجليزية)